# Cuddesdon-Vase
Die angelsächsische Cuddesdon-Vase (englisch Cuddesdon Bowl) aus dem frühen 7. Jahrhundert wurde 1847 bei Umbauarbeiten am 1679 wiedererbauten Palast des Bischofs von Oxford in Cuddesdon (South Oxfordshire) in England entdeckt. 
Die wahrscheinlich in Kent hergestellte, tiefblaue Glasvase wurde im Grab eines angelsächsischen Adligen gefunden. Sie verschwand zunächst und wurde 1971 in einem Haus in Leicestershire wiederentdeckt, wo sie als Blumenvase diente. Sie befindet sich heute im Ashmolean Museum.
Reste angelsächsischer Glasöfen wurden insbesondere in Glastonbury, Kent und York entdeckt. Die angelsächsische Glasherstellung wurde von der römischen beeinflusst, aber die Resultate waren gemeinhin weniger raffiniert. Ein großer Teil des Glases wurde fabriziert, indem römisches Glas eingeschmolzen und neu bearbeitet wurde. Um farbiges Glas herzustellen war es erforderlich Mineralien hinzuzufügen. Die dunkelblaue Farbe der Schale entstand durch Zugabe von Kupfer. 
Um den oberen Teil der Vase verläuft eine dünne, in zehn engen Spiralen angeordnete Glasspur. Der untere Teil ist mit dreizehn vertikalen Schleifen verziert. Sie wurden durch Auftragen von flüssigem Glas auf die Oberfläche gebildet. Die gedrungene Vase war wahrscheinlich ein Trinkgefäß oder Krug. 
Das Grab, in dem sie gefunden wurde, enthielt einen Bronzeeimer, eine eingelegte Bronzetafel und eine weitere ähnliche blaue Schale. Viele Informationen über das angelsächsische England stammen von Artefakten aus Körpergräbern. Einäscherungen wurden anfangs auch praktiziert, aber sie sind normalerweise weniger gut mit Grabbeigaben ausgestattet. Bei angelsächsischen Bestattungen wurde der Körper mit Schmuck, Waffen oder Gefäßen versehen, die seinem Geschlecht und Status angemessen waren. Trinkgefäße und Miniatureimer enthielten Speisen und Getränke für die Ernährung des Verstorbenen. Solche Bestattungen waren heidnisch und starben schrittweise aus, als die Angelsachsen zum Christentum konvertiert waren.